# Луїза Ульріка Прусська
Луїза Ульріка Прусська (нім. Luise Ulrike von Preußen; 24 липня 1720 — 16 липня 1782) — королева-консорт Швеції у 1751—1771 роках, уроджена прусська принцеса з династії Гогенцоллернів, донька короля Пруссії та маркграфа Бранденбургу Фрідріха-Вільгельма I й британської принцеси Софії Доротеї, дружина короля Швеції Адольфа Фредеріка, матір королів Швеції Густава III та Карла XIII.
Засновниця Шведської королівської академії історії літератури і старожитностей.

## Біографія

### Дитинство та юність
Луїза Ульріка народилася 24 липня 1720 року в Берліні. Була десятою дитиною та шостою донькою у родині короля Пруссії та маркграфа Бранденбургу Фрідріха-Вільгельма I та його дружини Софії Доротеї Ганноверської. Одне зі своїх імен новонароджена отримала на честь королеви Швеції Ульріки Елеонори, яка стала її хрещеною матір'ю. Дівчинка мала старшого брата Фрідріха й сестер Вільгельміну, Фредеріку Луїзу, Філіпіну Шарлотту та Софію. Інші діти померли до її народження. Згодом родина поповнилася трьома молодшими синами та донькою.
Відносини між батьками були зіпсованими, хоча Софія Доротея завжди добре ставилася до чоловіка. Фрідріх-Вільгельм багато пиячив, грубо поводився з нею і навіть бив її та дітей. Багато часу королева проводила у своєму палаці Монбіжу. Зрештою, король звинуватив дружину в тому, що вона налаштовує дітей проти нього, і заборонив Софії Доротеї бачитися з ними в його відсутність. Заборона була зустрінута дітьми негативно і вони стали відвідувати матір таємно.
Луїза Ульріка була улюбленицею батька, оскільки цікавилася військовим мистецтвом. Найближчі стосунки у неї склалися з молодшим братом Августом Вільгельмом. Виховувалася дівчина згідно ідей французького просвітництва. Гувернанткою була француженка-гугенотка Марта де Руколль, нащадок переселенців із Франції після виходу Нантського едикту. Звичайною мовою спілкування принцеси була французька. Змальовували її як розумну, вродливу та доброзичливу дівчину.
Підбір наречених для принцеси почався, коли їй було 12. У 1732 році йшлися переговори про її шлюб з кимось із британських принців. Іншими варіантами були спадкоємець іспанського престолу Карл де Бурбон, Людвіг Гессен-Дармштадтський та Крістіан Пфальц-Цвайбрюкенський, який у 1742 році став кандидатом на престол Швеції. Із втратою останнім можливості зайняти престол, його пропозицію відхилили, а Луїзу Ульріку призначили коад'ютором Кведлінбурзького абатства. Своє призначення дівчина рішуче зневажала.
Втім, зміна зовнішньої політики Пруссії, призвела до рішення укладення шлюбного союзу між прусською принцесою та принцом Адольфом Фредеріком, який був обраний спадкоємцем престолу Швеції. Посол Швеції в Берліні Карл Руденшельд познайомився із Луїзою Ульрікою та її сестрою Анною Амалією й рекомендував старшу. Натомість її брат Фрідріх II, який вже став королем Пруссії, радив молодшу, зазначаючи, що темпераментна Луїза Ульріка схильна до інтриг, живе в монастирі та не хоче залишати матір. Реальна причина крилася в тому, що монарх через свою сестру прагнув мати вплив у Швеції і більш легким інструментом для маніпулювання була саме Анна Амалія. Порадившись із нареченим, шведський уряд зупинив свій остаточний вибір на Луїзі Ульріці. 1 травня 1744 Фрідріх II дав свій дозвіл на шлюб. 28 червня принцеса перейшла з кальвінізма в лютеранство.

### Шлюбне життя

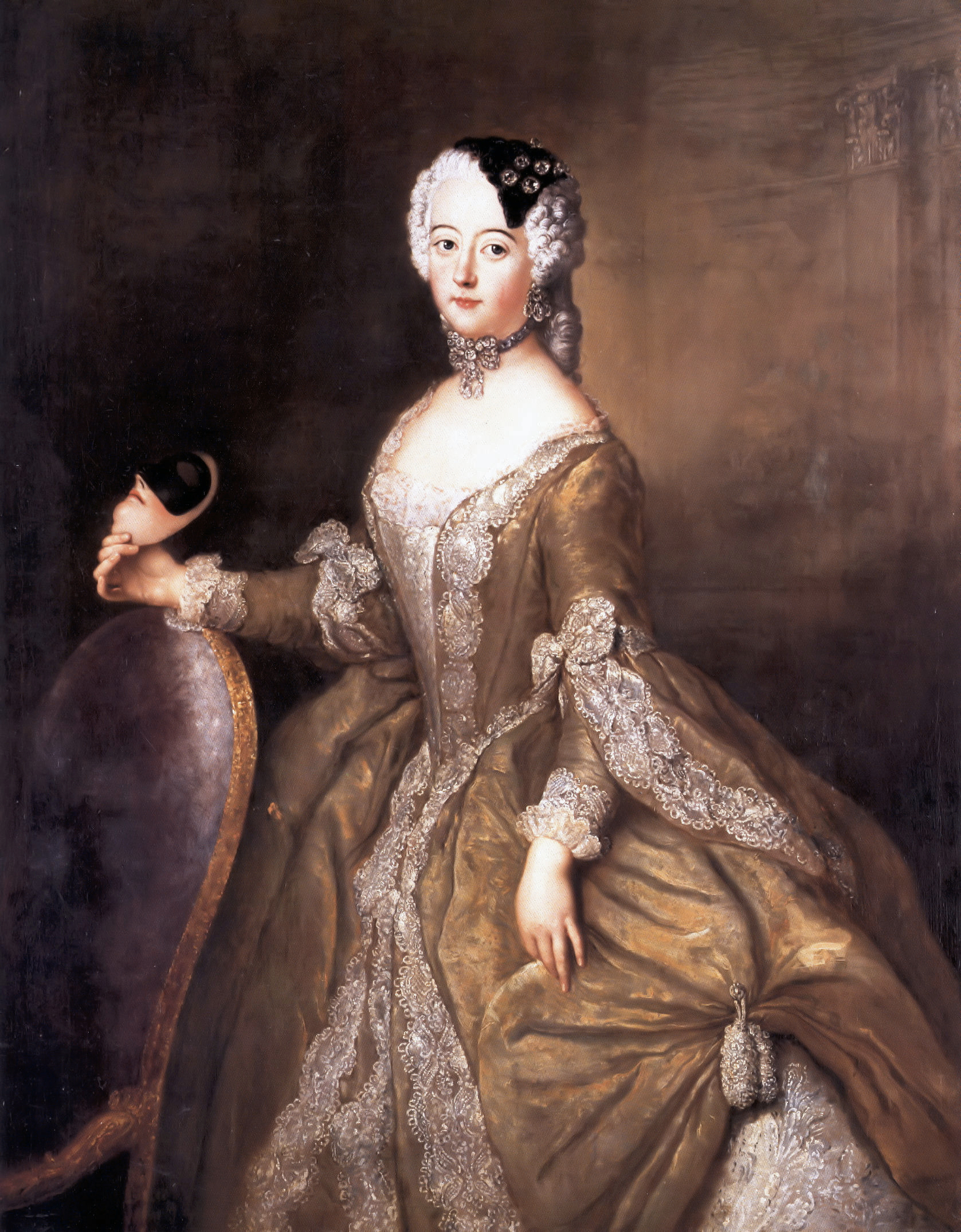
Луїза Ульріка на портреті Антуана Пена близько 1744 року

У віці 24 років Луїза Ульріка одружилася зі шведським кронпринцом Адольфом Фредеріком, старшим від неї на десять років. Королем Швеції в цей час був Фредерік I Гессенський. 17 липня 1744 в Берліні відбулося укладення шлюбу за домовленістю. Нареченого представляв її брат Август Вільгельм. Після цього принцеса з почтом відпливла з Рюгена до Карлскруни, де її зустрів Адольф Фредерік. Молоді люди справили одне на одного добре враження. Їхнє вінчання пройшло 18 серпня 1744 у палаці Дроттнінгхольм. Шлюб виявився щасливим. Особистісні стосунки подружжя змальовувалися як гармонійні та взаємодоповнуючі. Чоловіка описували як інтровертованого, ніжного та покірного. Луїза Ульріка відразу відчула себе з ним у безпеці і раділа тому, що має головуючу роль. Уже в перший день спільного життя вона повідомила кронпринцу, що її брат Фрідріх має плани союзу між Швецією, Росією та Пруссією, і попросила його підняти цю тему з прусським послом, на що Адольф Фредерік погодився.
У Швеції кронпринцесу вітали з ентузіазмом, сподіваючись, що вона продовжить династію, оскільки у королівському домі вже півстоліття не народжувалося дітей. Луїза Ульріка швидко здобула популярність завдяки своїй вроді, дотепності й інтересу до науки та мистецтв. Втім, відмічали її домінування, пиху та зарозумілість.
У пари було п'ятеро дітей, з яких живими народилися четверо. Протягом двох років кронпринцеса опанувала шведську мову під наглядом теолога Карла Єспера Бензеліуса. Також брала уроки англійської. Вивчала шведську літературу, збирала бібліотеку та галерею картин, покровительствувала мистецтвам, листувалася зі Шведською королівською академією наук. В плані релігії відносилася до скептиків згідно ідеалів просвітництва.
Разом із чоловіком брала участь в іграх на природі та імпровізованих маскарадах. У 1744 році заснувала аматорський театр при дворі, де члени її почту грали французькі п'єси французькою мовою.
Багато займалася політикою. Їй вдалося переконати Адольфа Фредеріка відмовитися від дружнього союзу з Росією та переорієнтуватися на Пруссію. У 1746 році вона звинуватила Росію та Велику Британію у змові проти шведського королівського дому. Наступного року, завдяки її впливу, був офіційно закріплений союз між Швецією, Пруссією та Францією, що порушило залежність Швеції від Росії. Надавивши на партію шляп, сприяла відставці проросійського риксмаршала Самуеля Океєльма. У внутрішній політиці була прихильницею абсолютизму, обговорювала зміни до конституції, погоджуючись, що риксдаг повинен зберегти законодавчу владу, проте вимагаючи, аби монарх був відповідальним за армію, казну та зовнішню політику.
Обираючи наречену для старшого сина, була проти кандидатури Софії Магдалени Данської, однак канцлер Тессін переконав її, погодившись з умовою, що принцеса виховуватиметься у Швеції, втім, не оприлюднивши цей пункт. Це викликало погіршення стосунків між кронпринцесою та канцлером.

### Королева Швеції
25 березня 1751 року король Фредерік помер. Адольф Фредерік змінив його на престолі, Луїза Ульріка стала королевою-консортом. Разом вони сформували придворну партію, яка спочатку складалася з їхніх найближчих друзів-аристократів, а також деяких літературних і художніх діячів. Пізніше до них приєдналися кілька офіцерів і державних службовців. Партія принциповово відмовлялася від парламентської конституції і спробувала зміцнити королівську владу. Із Тессіном королева більше не співпрацювала, у 1752 він залишив посаду канцлера. До 1754 року намагалася також подолати розрив із партією шляп, яка була при владі. Вела листування з французьким дипломатом і генералом, гетьманським сином Григорієм Орликом щодо звільнення України від окупаційної влади Російської імперії.
У 1753 році заснувала Шведську королівську академію історії літератури і старожитностей. Влітку того ж року чоловік презентував їй павільйон Китайський замок у парку Дроттнінгхольм. Продовжувала покровительствувати художникам, оплачувала освітні поїздки архітектора Жана Еріка Рена та художника Йохана Паша. Протегувала Карлу Ліннею, якому доручила зібрати колекцію для Дроттнінгхольму. Призупинила розвиток шведського театру, розпустивши трупу, яка грала в будівлі Bollhuset. Натомість створила театр Du Londel, який ставив п'єси французькою мовою.

Портрет королеви Луїзи Ульріки приписуваний Лоренсу Пашу-молодшому, 1768, замок Гріпсгольм

У 1756 році організувала змову, яка стала спробою державного перевороту з метою відновлення в країні абсолютизму. Для фінансування задуму королева заклала в Берліні свої весільні коштовності та деякі з коштовностей корони. Чутки про це дійшли риксдагу, який почав вимагати інвентаризації коштовностей корони. Маючи обмаль часу, було вирішено викликати заворушення в столиці. За планом, військові, замість того, аби їх заспокоювати, мали взяти під свій контроль військовий штаб, риксдаг мав бути закритий, а опозиція заарештована. Новий риксдаг мав проголосити повернення до абсолютної монархії. Втім, напередодні через одного з проінформованих придворних відбувся витік інформації. Частина змовників була заарештована і переворот зірвався. Король оприлюднив заяву, засуджуючу спробу перевороту. Члени придворної партії втекли або були заарештовані. Четверо з них були засуджені до страти. Риксдаг, знаючи, що заколот організувала королева, обговорював міру покарання для неї. Хоча були пропозиції оформити її розлучення або вислати до віддаленої провінції, зрештою ніяких дій проти консорта застосовано не було, окрім записки риксдагу з побажаннями розкаятися. Короля делегація депутатів проінформувала, що, в разі наступного заколоту, він буде скинутий з престолу.
Луїза Ульріка, якій випало читати французьких філософів і листуватися з Вольтером, вирішила провести експеримент з виховання тубільця на ім'я Couschi, подарованого їй Андерсом фон Резером у 1757 році, який пізніше став широко відомим як «Бадін», що по-французьки означає «бешкетник» або «веселун». Вона цікавилася наукою і в заснованій нею Академії, серед іншого, обговорювалися питання походження людини і цивілізації, природа «дикунів», співвідношення «благородного дикуна» і «природної людини», а в Бадіні вона бачила можливість перевірити теорії Руссо і Карла Ліннея. Вона охрестила його (11 грудня 1768 року в каплиці палацу Дроттнінггольм у присутності майже всієї королівської родини (християнські імена він отримав на честь дітей королеви) і навчила його читати і писати, але після цього йому було дозволено жити в повній відповідності з його власною волею і думками. Він виріс приятелем дітей королівської сім'ї, які виховувалися в набагато більш жорстких рамках, ніж він, і йому було дозволено говорити з ними природним чином і навіть боротися з ними і дратувати їх, що сприймалося оточенням як скандальний приклад.
З часом Бадін став дворецьким королеви, а після її смерті в 1782 році — принцеси Софії Альбертини, її дочки.
У другій половині 1757 року риксдаг ухвалив рішення щодо війни з Пруссією з метою повернення Померанії. Не в останню чергу, це було викликано тим, що партія шляп прагла помститися королеві за спробу заколоту. Та сприйняла це як особисту образу. Чотирирічна війна закінчилася для Швеції невдачею, і лише завдяки посередництву Луїзи Ульріки був укладений мирний договір 1762 року, який зберігав status quo. На знак визнання заслуг вона отримала офіційну подяку від уряду за внесок в мирні переговори.
Працювала над парламентською реформою із воз'єднанням партії шляп та партії шапок.
Наприкінці 1760-х років королева почала втрачати свій політичний вплив. У лютому 1771 року, після двадцятирічного правління, помер Адольф Фредерік. Новим королем став їхній 25-річний син Густав, який не бажав бачити матір регентом, перебравши на себе всю повноту влади монарха.

### Останні роки

Портрет Луїзи Ульріки пензля Лоренса Паша-молодшого, 1775

Наприкінці 1771 року разом із донькою Луїза Ульріка відвідала батьківщину за запрошенням свого брата. Її візит тривав вісім місяців та виявився вдалим. До королеви-вдови ставилися з великою повагою, вона відвідала Академію наук, зустрічалася із філософом Мозесом Мендельсоном.
Стосунки з сином-королем погіршувалися, оскільки Густав не хотів подальшого втручання Пруссії в державні справи. У 1772 році він замовив для матері переобладнання палацу Фредріксховс. У 1774 році Луїза Ульріка переїхала туди з Королівського палацу, тим самим віддалившись від двору. У новій домівці вона цікавилася культурними справами і, за чутками, мала роман зі своїм камергером Стеном Абрахамом Піпером.
Остаточний розрив із Густавом відбувся із об'явою про вагітність королеви у лютому 1778 року. Луїза Ульріка стверджувала, що справжнім батьком майбутньої дитини є граф Адольф Фредрік Мунк. Розлючений Густав пообіцяв вислати її до Шведської Померанії, зрештою, обмежившись її підписанням заяви про ігнорування подібних чуток щодо спадкоємця. Королева Софія Магдалена більше не бажала бачити свекруху при дворі. Луїза Ульріка надалі проживала у палацах Фредріксховс та Свартхе.
Останній рік життя провела самотньо, навідувана лише донькою. Весною 1782 року перехворіла на грип. На смертному одрі примирилася із Густавом, коли той 13 липня 1782 року наніс їй візит. Відійшла у вічність вранці 16 липня у віці 61 року. Поруч із нею перебували донька, молодший син та невістка Ядвіґа Шарлотта. Відмічали, що королева продовжувала заперечувати існування Бога та не сповідувалася. Похована у церкві Ріддаргольмена в Стокгольмі.

## Родина

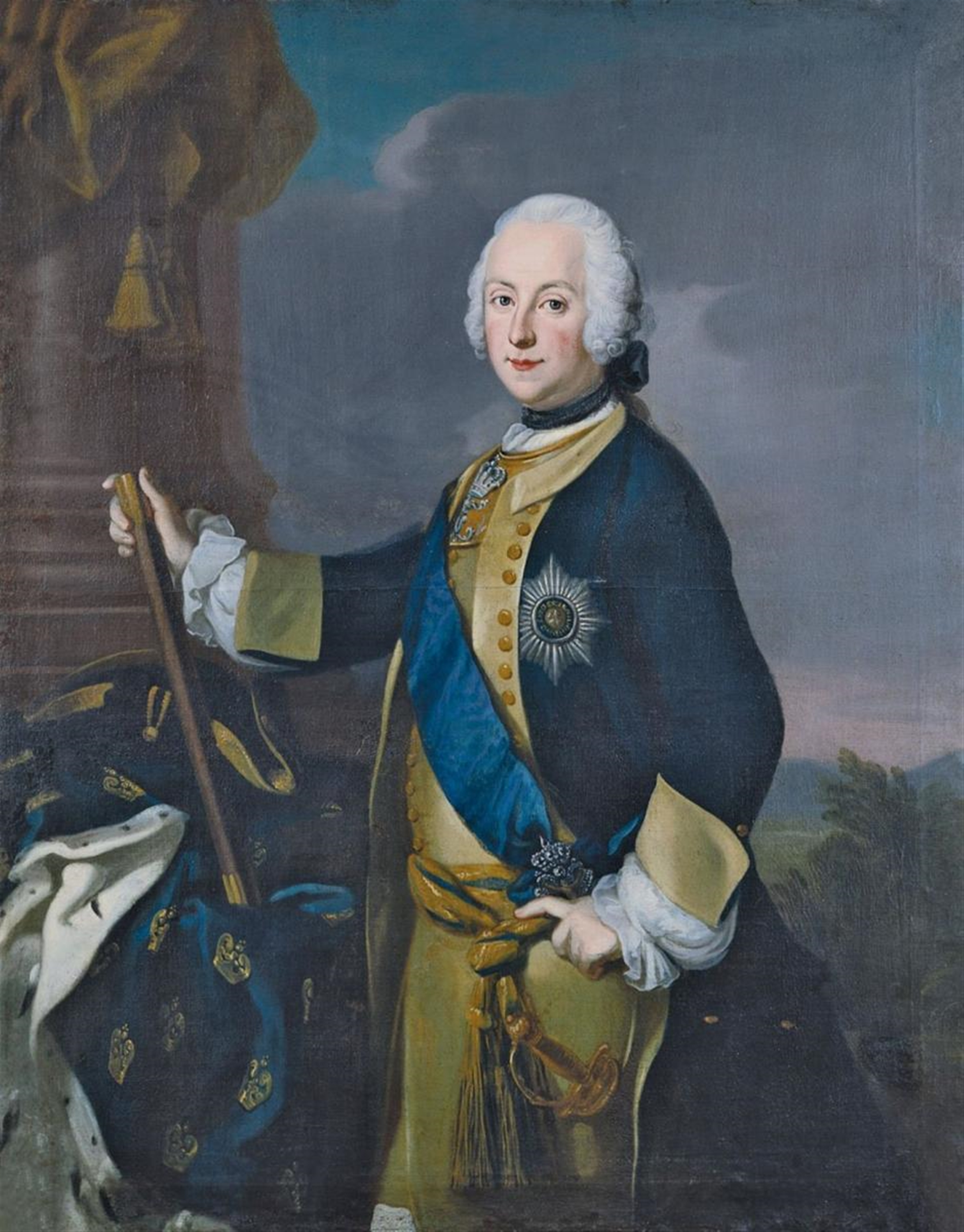
Адольф Фрідріх на портреті Антуана Пена, 1753

Чоловік — Адольф Фредерік (король Швеції)
Діти:
- Густав (1746—1792) — наступний король Швеції у 1771—1792 роках, був одружений із Софією Магдаленою Данською, мав двох синів;
- Карл (1748—1818) — король Швеції у 1809—1818 роках та Норвегії у 1814—1818 роках, був одружений з Ядвіґою Єлизаветою Гольштейн-Готторпською, мав законного сина та кількох позашлюбних дітей;
- Фредерік Адольф (1750—1803) — герцог Естерйотландський, генерал-фельдмаршал шведської армії, одруженим не був, мав тривалі стосунки з балериною Софією Хаґман, від якої мав доньку;
- Софія Альбертіна (1753—1829) — принцеса-абатиса Кведлінбурзького абатства у 1787—1803 роках, одружена не була, за деякими свідченнями мала позашлюбних дітей.[12]